# Verucchio
Verucchio (Romagnolo: Vròcc) là một đô thị (comune ) ở tỉnh Rimini, vùng Emilia-Romagna, Ý. Đô thị này có dân số 9.300 và nằm cách Rimini 18 km trên một mũi núi trông ra thung lũng sông Marecchia.
Tại đây có lâu đài Rocca Malatestiana  (lâu đài Malatesta) thế kỷ 12.